# San Cristóbal (San Francisco del Rincón)
San Cristóbal es una localidad del estado mexicano de Guanajuato. Es parte del municipio de San Francisco del Rincón.

## Toponimia
El nombre de la población hace referencia al santo patrono de la localidad: Cristóbal de Licia.

## Demografía
| Gráfica de evolución demográfica |
|                                  |

| Censo | Población |
| ----- | --------- |
| 1940  | 147       |
| 1950  | 651       |
| 1960  | 830       |
| 1970  | 944       |
| 1980  | 1 296     |
| 1990  | 1 542     |
| 2000  | 2 211     |
| 2010  | 2 485     |
| 2020  | 3 579     |